# Campeonato Mundial Júnior de Patinação Artística no Gelo de 2008
O Campeonato Mundial Júnior de Patinação Artística no Gelo de 2008 foi a trigésima terceira edição do Campeonato Mundial Júnior de Patinação Artística no Gelo, um evento anual de patinação artística no gelo organizado pela União Internacional de Patinação (em inglês:  International Skating Union) onde os patinadores artísticos competem pelo título de campeão mundial júnior. A competição foi disputada entre os dias 25 de fevereiro e 2 de março, na cidade de Sófia, Bulgária.

## Eventos
- Individual masculino
- Individual feminino
- Duplas
- Dança no gelo

## Medalhistas
| Evento                        | Ouro                                                   | Prata                                            | Bronze                                       |
| Individual masculino detalhes | Adam Rippon · Estados Unidos                           | Artem Borodulin · Rússia                         | Guan Jinlin · China                          |
| Individual feminino detalhes  | Rachael Flatt · Estados Unidos                         | Caroline Zhang · Estados Unidos                  | Mirai Nagasu · Estados Unidos                |
| Duplas detalhes               | Ksenia Krasilnikova · Konstantin Bezmaternikh · Rússia | Lubov Iliushechkina · Nodari Maisuradze · Rússia | Dong Huibo · Wu Yiming · China               |
| Dança no gelo detalhes        | Emily Samuelson · Evan Bates · Estados Unidos          | Vanessa Crone · Paul Poirier · Canadá            | Kristina Gorshkova · Vitali Butikov · Rússia |

## Resultados

### Individual masculino
| Pos.                                                  | Nome                  | Nacionalidade    | Pontos | PC         | PL          |
| ----------------------------------------------------- | --------------------- | ---------------- | ------ | ---------- | ----------- |
| Medalha de ouro                                       | Adam Rippon           | Estados Unidos   | 199.90 | 69.35 (1)  | 130.55 (1)  |
| Medalha de prata                                      | Artem Borodulin       | Rússia           | 194.77 | 66.16 (2)  | 128.61 (2)  |
| Medalha de bronze                                     | Guan Jinlin           | China            | 189.60 | 62.47 (4)  | 127.13 (3)  |
| 4                                                     | Brandon Mroz          | Estados Unidos   | 186.20 | 63.36 (3)  | 122.84 (5)  |
| 5                                                     | Michal Březina        | República Tcheca | 184.40 | 62.11 (5)  | 122.29 (6)  |
| 6                                                     | Kevin Reynolds        | Canadá           | 180.78 | 55.77 (13) | 125.01 (4)  |
| 7                                                     | Ivan Bariev           | Rússia           | 175.06 | 58.39 (10) | 116.67 (7)  |
| 8                                                     | Jeremy Ten            | Canadá           | 173.34 | 58.29 (11) | 115.05 (8)  |
| 9                                                     | Tommy Steenberg       | Estados Unidos   | 166.64 | 61.33 (6)  | 105.31 (13) |
| 10                                                    | Florent Amodio        | França           | 164.79 | 58.50 (9)  | 106.29 (12) |
| 11                                                    | Kim Lucine            | França           | 164.61 | 60.01 (7)  | 104.60 (16) |
| 12                                                    | Moris Pfeifhofer      | Suíça            | 162.88 | 51.23 (15) | 111.65 (10) |
| 13                                                    | Javier Fernández      | Espanha          | 161.01 | 52.25 (14) | 108.76 (11) |
| 14                                                    | Nikolai Bondar        | Ucrânia          | 159.61 | 56.68 (12) | 102.93 (17) |
| 15                                                    | Yang Chao             | China            | 158.48 | 45.82 (24) | 112.66 (9)  |
| 16                                                    | Denis Ten             | Cazaquistão      | 155.70 | 60.00 (8)  | 95.70 (19)  |
| 17                                                    | Akio Sasaki           | Japão            | 155.14 | 50.05 (18) | 105.09 (14) |
| 18                                                    | Adrian Schultheiss    | Suécia           | 154.12 | 49.15 (19) | 104.97 (15) |
| 19                                                    | Takahito Mura         | Japão            | 145.82 | 47.66 (21) | 98.16 (18)  |
| 20                                                    | Nikita Mikhailov      | Rússia           | 140.36 | 46.40 (23) | 93.96 (20)  |
| 21                                                    | Elladj Balde          | Canadá           | 140.34 | 46.98 (22) | 93.36 (21)  |
| 22                                                    | Denis Wieczorek       | Alemanha         | 137.17 | 50.37 (17) | 86.80 (22)  |
| 23                                                    | Jakub Strobl          | Eslováquia       | 134.45 | 48.59 (20) | 85.86 (23)  |
| 24                                                    | Maciej Cieplucha      | Polônia          | 133.69 | 50.70 (16) | 82.99 (24)  |
| 25                                                    | Pavel Petrov Savinov  | Bulgária         | 77.51  | 24.70 (46) | 52.81 (25)  |
| Não avançaram para a patinação livre / programa longo |                       |                  |        |            |             |
| 26                                                    | Viktor Romanenkov     | Estônia          | 44.95  | 44.95 (25) |             |
| 27                                                    | Severin Kiefer        | Áustria          | 44.63  | 44.63 (26) |             |
| 28                                                    | Michael Chrolenko     | Noruega          | 44.62  | 44.62 (27) |             |
| 29                                                    | Bela Papp             | Finlândia        | 44.45  | 44.45 (28) |             |
| 30                                                    | Evgeni Krasnapolski   | Israel           | 43.44  | 43.44 (29) |             |
| 31                                                    | Ruben Errampalli      | Itália           | 43.41  | 43.41 (30) |             |
| 32                                                    | Danil Privalov        | Azerbaijão       | 41.39  | 41.39 (31) |             |
| 33                                                    | Matthew Precious      | Austrália        | 39.78  | 39.78 (32) |             |
| 34                                                    | Elliot Hilton         | Reino Unido      | 39.53  | 39.53 (33) |             |
| 35                                                    | Boris Martinec        | Croácia          | 37.76  | 37.76 (34) |             |
| 36                                                    | Kevin Alves           | Brasil           | 34.44  | 34.44 (35) |             |
| 37                                                    | Dimitri Kahirau       | Bielorrússia     | 34.28  | 34.28 (36) |             |
| 38                                                    | Ruben Blommaert       | Bélgica          | 32.44  | 32.44 (37) |             |
| 39                                                    | Kim Min-Seok          | Coreia do Sul    | 32.31  | 32.31 (38) |             |
| 40                                                    | Sarkis Hairapetyan    | Armênia          | 30.52  | 30.52 (39) |             |
| 41                                                    | Jesper Kristiansen    | Dinamarca        | 30.44  | 30.44 (40) |             |
| 42                                                    | Cameron Hems          | Nova Zelândia    | 27.88  | 27.88 (41) |             |
| 43                                                    | Vlad Ionescu          | Romênia          | 27.35  | 27.35 (42) |             |
| 44                                                    | Krisztian Andraska    | Hungria          | 27.03  | 27.03 (43) |             |
| 45                                                    | Boyito Mulder         | Países Baixos    | 26.42  | 26.42 (44) |             |
| 46                                                    | Engin Ali Artan       | Turquia          | 25.96  | 25.96 (45) |             |
| 47                                                    | Saulius Ambrulevičius | Lituânia         | 22.45  | 22.45 (47) |             |

### Individual feminino
| Pos.                                                  | Nome                 | Nacionalidade    | Pontos | PC         | PL         |
| ----------------------------------------------------- | -------------------- | ---------------- | ------ | ---------- | ---------- |
| Medalha de ouro                                       | Rachael Flatt        | Estados Unidos   | 172.19 | 60.16 (3)  | 112.03 (1) |
| Medalha de prata                                      | Caroline Zhang       | Estados Unidos   | 171.84 | 62.60 (2)  | 109.24 (2) |
| Medalha de bronze                                     | Mirai Nagasu         | Estados Unidos   | 162.89 | 65.07 (1)  | 97.82 (3)  |
| 4                                                     | Jenni Vähämaa        | Finlândia        | 142.54 | 50.30 (6)  | 92.24 (4)  |
| 5                                                     | Yuki Nishino         | Japão            | 139.44 | 54.15 (4)  | 85.29 (6)  |
| 6                                                     | Alena Leonova        | Rússia           | 138.06 | 49.76 (7)  | 88.30 (5)  |
| 7                                                     | Joshi Helgesson      | Suécia           | 130.46 | 49.10 (8)  | 81.36 (9)  |
| 8                                                     | Sarah Hecken         | Alemanha         | 128.45 | 46.12 (11) | 82.33 (8)  |
| 9                                                     | Katarina Gerboldt    | Rússia           | 126.37 | 43.09 (18) | 83.28 (7)  |
| 10                                                    | Myriane Samson       | Canadá           | 125.91 | 44.73 (14) | 81.18 (10) |
| 11                                                    | Jelena Glebova       | Estônia          | 125.56 | 53.05 (5)  | 72.51 (12) |
| 12                                                    | Sonia Lafuente       | Espanha          | 119.99 | 46.36 (9)  | 73.63 (11) |
| 13                                                    | Stefania Berton      | Itália           | 115.21 | 44.62 (15) | 70.59 (13) |
| 14                                                    | Kim Hyeon-Jung       | Coreia do Sul    | 115.09 | 45.19 (13) | 69.90 (15) |
| 15                                                    | Ivana Reitmayerová   | Eslováquia       | 113.06 | 42.53 (20) | 70.53 (14) |
| 16                                                    | Rumi Suizu           | Japão            | 112.19 | 46.25 (10) | 65.94 (21) |
| 17                                                    | Sin Na-Hee           | Coreia do Sul    | 111.47 | 45.30 (12) | 66.17 (20) |
| 18                                                    | Eleonora Vinnichenko | Ucrânia          | 110.92 | 42.28 (21) | 68.64 (16) |
| 19                                                    | Miriam Ziegler       | Áustria          | 110.60 | 43.78 (16) | 66.82 (19) |
| 20                                                    | Sofia Otala          | Finlândia        | 108.64 | 43.61 (17) | 65.03 (22) |
| 21                                                    | Geng Bingwa          | China            | 107.97 | 39.82 (24) | 68.15 (17) |
| 22                                                    | Alexandra Rout       | Nova Zelândia    | 107.72 | 40.70 (23) | 67.02 (18) |
| 23                                                    | Cheltzie Lee         | Austrália        | 106.89 | 42.77 (19) | 64.12 (23) |
| 24                                                    | Katherine Hadford    | Hungria          | 104.06 | 41.04 (22) | 63.02 (24) |
| 25                                                    | Manuela Stanukova    | Bulgária         | 84.52  | 29.60 (43) | 54.92 (25) |
| Não avançaram para a patinação livre / programa longo |                      |                  |        |            |            |
| 26                                                    | Svetlana Issakova    | Estônia          | 39.73  | 39.73 (25) |            |
| 27                                                    | Nella Simaová        | República Tcheca | 39.68  | 39.68 (26) |            |
| 28                                                    | Emma Hagieva         | Azerbaijão       | 38.80  | 38.80 (27) |            |
| 29                                                    | Sigrid Young         | Taipé Chinesa    | 38.70  | 38.70 (28) |            |
| 30                                                    | Minna Parviainen     | Finlândia        | 36.76  | 36.76 (29) |            |
| 31                                                    | Sara Twete           | Dinamarca        | 36.52  | 36.52 (30) |            |
| 32                                                    | Mirna Libric         | Croácia          | 36.16  | 36.16 (31) |            |
| 33                                                    | Francesca Rio        | Itália           | 34.45  | 34.45 (32) |            |
| 34                                                    | Barbara Klerk        | Bélgica          | 34.10  | 34.10 (33) |            |
| 35                                                    | Charlotte Gendreau   | França           | 34.03  | 34.03 (34) |            |
| 36                                                    | Mérovée Ephrem       | Mônaco           | 33.89  | 33.89 (35) |            |
| 37                                                    | Noemie Silberer      | Suíça            | 33.81  | 33.81 (36) |            |
| 38                                                    | Mary Grace Baldo     | Filipinas        | 33.31  | 33.31 (37) |            |
| 39                                                    | Aneta Michałek       | Polônia          | 33.05  | 33.05 (38) |            |
| 40                                                    | Mary Ro Reyes        | México           | 32.84  | 32.84 (39) |            |
| 41                                                    | Nika Ceric           | Eslovênia        | 32.41  | 32.41 (40) |            |
| 42                                                    | Erle Harstad         | Noruega          | 31.76  | 31.76 (41) |            |
| 43                                                    | Beatrice Rozinskaite | Lituânia         | 30.07  | 30.07 (42) |            |
| 44                                                    | Elena Rodrigues      | Brasil           | 29.14  | 29.14 (44) |            |
| 45                                                    | Manouk Gijsman       | Países Baixos    | 28.80  | 28.80 (45) |            |
| 46                                                    | Birce Atabey         | Turquia          | 27.04  | 27.04 (46) |            |
| 47                                                    | Victoria Liakhava    | Bielorrússia     | 26.23  | 26.23 (47) |            |
| 48                                                    | Armine Stambultsyan  | Armênia          | 26.04  | 26.04 (48) |            |
| 49                                                    | Zanna Pugaca         | Letônia          | 25.83  | 25.83 (49) |            |
| 50                                                    | Georgia Glastris     | Grécia           | 25.34  | 25.34 (50) |            |
| 51                                                    | Anita Nagy           | Romênia          | 24.95  | 24.95 (51) |            |
| 52                                                    | Siobhan McColl       | África do Sul    | 23.80  | 23.80 (52) |            |
| 53                                                    | Lydia Fuentes        | Andorra          | 22.64  | 22.64 (53) |            |
| 54                                                    | Sofia Bardakov       | Israel           | 22.26  | 22.26 (54) |            |
| 55                                                    | Hounsh Munshi        | Índia            | 21.13  | 21.13 (55) |            |
| 56                                                    | Mila Petrovic        | Sérvia           | 19.80  | 19.80 (56) |            |

### Duplas
| Pos.              | Nome                                          | Nacionalidade    | Pontos | PC         | PL         |
| ----------------- | --------------------------------------------- | ---------------- | ------ | ---------- | ---------- |
| Medalha de ouro   | Ksenia Krasilnikova / Konstantin Bezmaternikh | Rússia           | 148.12 | 56.30 (1)  | 91.82 (2)  |
| Medalha de prata  | Lubov Iliushechkina / Nodari Maisuradze       | Rússia           | 144.86 | 52.05 (2)  | 92.81 (1)  |
| Medalha de bronze | Dong Huibo / Wu Yiming                        | China            | 141.33 | 51.16 (5)  | 90.17 (3)  |
| 4                 | Ekaterina Sheremetieva / Mikhail Kuznetsov    | Rússia           | 136.14 | 51.94 (3)  | 84.20 (5)  |
| 5                 | Jessica Rose Paetsch / Jon Nuss               | Estados Unidos   | 133.12 | 48.01 (8)  | 85.11 (4)  |
| 6                 | Maria Sergejeva / Ilja Glebov                 | Estônia          | 131.02 | 46.92 (9)  | 84.10 (6)  |
| 7                 | Zhang Yue / Wang Lei                          | China            | 130.92 | 51.22 (4)  | 79.70 (7)  |
| 8                 | Monica Pisotta / Michael Stewart              | Canadá           | 127.23 | 48.29 (7)  | 78.94 (8)  |
| 9                 | Amanda Velenosi / Mark Fernandez              | Canadá           | 125.46 | 46.88 (10) | 78.58 (9)  |
| 10                | Chelsi Guillen / Danny Curzon                 | Estados Unidos   | 123.93 | 49.37 (6)  | 74.56 (12) |
| 11                | Bianca Butler / Joseph Jacobsen               | Estados Unidos   | 120.81 | 45.92 (12) | 74.89 (11) |
| 12                | Anaïs Morand / Antoine Dorsaz                 | Suíça            | 118.92 | 46.27 (11) | 72.65 (14) |
| 13                | Amanda Sunyoto-Yang / Darryll Sulindro-Yang   | Taipé Chinesa    | 118.90 | 41.95 (14) | 76.95 (10) |
| 14                | Nicole Della Monica / Yannick Kocon           | Itália           | 113.35 | 40.21 (15) | 73.14 (13) |
| 15                | Narumi Takahashi / Mervin Tran                | Japão            | 113.23 | 42.97 (13) | 70.26 (15) |
| 16                | Krystyna Klimczak / Janusz Karweta            | Polônia          | 108.87 | 39.68 (16) | 69.19 (16) |
| 17                | Gabriela Čermanová / Martin Hanulák           | Eslováquia       | 95.74  | 37.43 (17) | 58.31 (17) |
| 18                | Camille Foucher / Bruno Massot                | França           | 89.09  | 33.99 (18) | 55.10 (18) |
| 19                | Andrea Hollerova / Jakub Safranek             | República Tcheca | 80.85  | 33.15 (19) | 47.70 (19) |
| 20                | Natalie Ganem / Christopher Trefil            | Hungria          | 70.91  | 25.77 (20) | 45.14 (20) |

### Dança no gelo
| Pos.                                | Nome                                       | Nacionalidade    | Pontos | DC         | DO         | DL         |
| ----------------------------------- | ------------------------------------------ | ---------------- | ------ | ---------- | ---------- | ---------- |
| Medalha de ouro                     | Emily Samuelson / Evan Bates               | Estados Unidos   | 181.66 | 35.11 (1)  | 57.84 (1)  | 88.71 (1)  |
| Medalha de prata                    | Vanessa Crone / Paul Poirier               | Canadá           | 178.09 | 33.71 (3)  | 57.52 (2)  | 86.86 (2)  |
| Medalha de bronze                   | Kristina Gorshkova / Vitali Butikov        | Rússia           | 172.85 | 33.52 (4)  | 55.46 (3)  | 83.87 (3)  |
| 4                                   | Maria Monko / Ilia Tkachenko               | Rússia           | 166.01 | 34.99 (2)  | 53.70 (4)  | 77.32 (4)  |
| 5                                   | Madison Hubbell / Keiffer Hubbell          | Estados Unidos   | 157.47 | 30.52 (5)  | 51.30 (5)  | 75.65 (5)  |
| 6                                   | Ekaterina Riazanova / Jonathan Guerreiro   | Rússia           | 153.29 | 28.69 (7)  | 50.96 (6)  | 73.64 (6)  |
| 7                                   | Alisa Agafonova / Dmitri Dun               | Ucrânia          | 150.57 | 28.28 (8)  | 49.52 (7)  | 72.77 (7)  |
| 8                                   | Kharis Ralph / Asher Hill                  | Canadá           | 144.29 | 27.36 (10) | 47.50 (9)  | 69.43 (9)  |
| 9                                   | Isabella Pajardi / Stefano Caruso          | Itália           | 144.13 | 24.96 (14) | 47.59 (8)  | 71.58 (8)  |
| 10                                  | Karen Routhier / Eric Saucke-Lacelle       | Canadá           | 138.61 | 27.46 (9)  | 46.01 (11) | 65.14 (11) |
| 11                                  | Maureen Ibanez / Neil Brown                | França           | 138.10 | 26.40 (11) | 46.05 (10) | 65.65 (10) |
| 12                                  | Lucie Myslivečková / Matěj Novák           | República Tcheca | 137.56 | 30.43 (6)  | 43.86 (14) | 63.27 (15) |
| 13                                  | Ashley Foy / Benjamin Blum                 | Alemanha         | 134.84 | 25.91 (12) | 44.34 (12) | 64.59 (13) |
| 14                                  | Isabella Tobias / Otar Japaridze           | Geórgia          | 134.26 | 24.92 (15) | 44.23 (13) | 65.11 (12) |
| 15                                  | Natalia Mitiushina / Matteo Zanni          | Itália           | 129.69 | 25.06 (13) | 41.05 (16) | 63.58 (14) |
| 16                                  | Anastasia Gavrylovych / Maciej Bernadowski | Polônia          | 124.64 | 24.31 (18) | 41.54 (15) | 58.79 (19) |
| 17                                  | Nikola Višňová / Lukáš Csolley             | Eslováquia       | 123.33 | 22.81 (22) | 40.17 (22) | 60.35 (16) |
| 18                                  | Charlene Guignard / Guillaume Paulmier     | França           | 122.78 | 24.83 (16) | 40.90 (17) | 57.05 (21) |
| 19                                  | Guan Xueting / Wang Meng                   | China            | 122.02 | 22.12 (24) | 39.89 (23) | 60.01 (17) |
| 20                                  | Emese Laszlo / Mate Fejes                  | Hungria          | 121.92 | 23.31 (20) | 40.44 (19) | 58.17 (20) |
| 21                                  | Barbora Heroldova / Nikolaj Sorensen       | Dinamarca        | 121.58 | 22.56 (23) | 40.19 (21) | 58.83 (18) |
| 22                                  | Irina Shtork / Taavi Rand                  | Estônia          | 117.74 | 23.35 (19) | 40.40 (20) | 53.99 (23) |
| 23                                  | Oksana Klimova / Sasha Palomäki            | Finlândia        | 117.05 | 23.14 (21) | 38.48 (24) | 55.43 (22) |
| 24                                  | Ina Demireva / Juri Kurakin                | Bulgária         | 107.35 | 20.76 (27) | 37.00 (27) | 49.59 (24) |
| WD                                  | Penny Coomes / Nicholas Buckland           | Reino Unido      | —      | 24.77 (17) | 37.22 (26) | — (WD)     |
| Não avançaram para a dança livre    |                                            |                  |        |            |            |            |
| 26                                  | Ekaterina Zabolotnaya / Julian Wagner      | Alemanha         | 61.29  | 20.46 (29) | 40.83 (18) |            |
| 27                                  | Ramona Elsener / Florian Roost             | Suíça            | 59.15  | 21.91 (25) | 37.24 (25) |            |
| 28                                  | Sonja Pauli / Tobias Eisenbauer            | Áustria          | 54.59  | 21.89 (26) | 32.70 (29) |            |
| 29                                  | Kristina Kiudmaa / Aleksei Trohlev         | Estônia          | 52.41  | 20.66 (28) | 31.75 (30) |            |
| 30                                  | Hanna Asadchaya / Dmitri Lamtyugin         | Bielorrússia     | 51.77  | 17.95 (30) | 33.82 (28) |            |
| Não avançaram para a dança original |                                            |                  |        |            |            |            |
| 31                                  | Jekaterina Sergejeva / Andrejs Sitiks      | Letônia          | 17.44  | 17.44 (31) |            |            |
| 32                                  | Tamsyn Scoble / Quiesto Spieringshoek      | África do Sul    | 13.87  | 13.87 (32) |            |            |

## Quadro de medalhas
| Ordem | País           | Medalha de ouro | Medalha de prata | Medalha de bronze |    | Ordem por total |
| ----- | -------------- | --------------- | ---------------- | ----------------- | -- | --------------- |
| 1     | Estados Unidos | 3               | 1                | 1                 | 5  | 1               |
| 2     | Rússia         | 1               | 2                | 1                 | 4  | 2               |
| 3     | Canadá         |                 | 1                |                   | 1  | 4               |
| 4     | China          |                 |                  | 2                 | 2  | 3               |
| TOTAL | TOTAL          | 4               | 4                | 4                 | 12 | —               |